# Osvaldo Fresedo
Osvaldo Fresedo, född 5 maj 1897, död 18 november 1984, argentinsk orkesterledare, bandoneonist och kompositör. Hans karriär blev den längsta inom tangon med över 1250 inspelningar under 63 år. 
Osvaldo Fresedo var musiker i en orkester som dirigerades av Roberto Firpo och Francisco Canaro innan han startade sina egna orkestrar. Född i en välbärgad familj i Buenos Aires åtnjöt han överklassens gillande och hans orkester var länge favoriten i de finare kretsarna. 1927 var hans popularitet så stor att han ledde fem orkestrar samtidigt och fick gå runt och visa upp sig varje kväll på alla de ställen där hans orkestrar stod för musiken. En av dessa orkestrar leddes av Carlos Di Sarli som sedan själv kom att bli mycket framgångsrik.
Nya instrument introducerades i Osvaldo Fresedos orkestrar, till exempel harpa, vibrafon och varsamma trummor. Han gjorde också ett album tillsammans med Dizzy Gillespie på trumpet.